# Брэмхилл, Джина
Джина Брэмхилл (англ. Gina Bramhill) — британская актриса.

## Карьера
Родилась в Истфорте и выросла на ферме. В детстве участвовала в нескольких школьных театральных постановках. Обучалась в RADA (Королевская академия драматического искусства). После окончания института снялась в роли Беллы в фильме «Лотофаги». В 2012 году получила постоянную роль Эвы Сендс в телесериале «Быть человеком». В том же году Джина Брэмхилл снялась в главной роли в пилотном эпизоде в телешоу «Рубеж». Сыграла роль Джоди Вудвард в телесериале «Coronation Street». Исполнила главную роль в фильме «Удовольствие», с которым участвовала на Каннский кинофестивале 2014 года.
Помимо кино и телевидения Джина также играла и в театре. В 2011 году исполнила роль трудного подростка в постановке «Аннабель и цыплёнок» в Southwark Playhouse. В настоящее время прослушивается для участия в постановке «Плохие евреи» в Ustinov Studio, в Бате, в графстве Сомерсет.

## Фильмография
- 2009: Виктория Вуд: Что за жаворонки?!
- 2009: Пропан
- 2009: Середина рождества Виктории Вуд[англ.]
- 2010: Жизнь Пита[англ.] (Телесериал, эпизод 1x02)
- 2010: Сделано в Дагенхэме
- 2010: Я делаю (Короткометражка)
- 2011: Пожиратели Лотусов
- 2011: Без тебя (Мини-сериал, эпизод 1x01-1x03)
- 2011: Удаление Эмили (Короткометражка)
- 2011: Кассель (Короткометражка)
- 2012: Рубеж[англ.] (Телефильм)
- 2012: Красные огни
- 2012: Coronation Street (эпизоды 1x7806 — 1.7809)
- 2012: Быть человеком (эпизод 4x01-4x08)
- 2012: Свадебное видео[англ.]
- 2013: Круги
- 2014: Мистер Селфридж (эпизод 2x01-2x02)
- 2014: Индевор (эпизод 2x03)
- 2014: В ожидании рассвета (Короткометражка)
- 2014: Остров удовольствий
- 2014: Цыплёнок
- 2016: Отец Браун (эпизод 4.5 «Дочь Автоликуса» в роли Мариааны Делакроикс)
- 2016 Масарик —  леди Энни Хиггинс
- 2017: Шерлок (эпизод 4.2)